# Balance (Einheit)
Balance war eine belgische Masseneinheit (Gewichtsmaß) für Steinkohle.
- 1 Balance = 68 Kilogramm